# Proiectul Avdhela

Logo-ul Proiectului Avdhela

Proiectul Avdhela (în aromână Proiectulu Avdhela), cunoscut și sub numele de Biblioteca Culturii Aromâne (în aromână Biblioteca di Culturâ Armâneascâ), este o inițiativă culturală și bibliotecă digitală dezvoltată de Asociația Predania. Proiectul Avdhela își propune să colecteze, să editeze și să deschidă publicului lucrări academice despre aromâni bazate pe o serie de principii specifice. A fost lansat pe 24 noiembrie 2009 în orașul București, capitala României. Evenimentele publice, promovarea operelor culturale și publicarea de material audiovizual sunt alte activități desfășurate de Proiectul Avdhela în sprijinul culturii aromâne.

## Istorie

### Înființare și obiective
Proiectul Avdhela a fost lansat pe 24 noiembrie 2009 la Clubul Țăranului de la Muzeului Țăranului Român din București (România). Ceremonia, care a început la ora 18:00 EET, a avut loc în prezența unor personalități precum poetul și eseistul aromân George Vrana, antropologul și regizorul Ionuț Pițurescu și regizorul Aleksander Zikov. Acolo au fost proiectate filmele Balkan's Digest al lui Pițurescu și Calea Eschibaba („Drumul spre Eschibaba”) al lui Zikov.
Proiectul Avdhela este o inițiativă independentă nonprofit, dezvoltată de Asociația Predania, care urmărește „să identifice, să editeze și să ofere” operele științifice și artistice despre cultura aromână și să le pună la dispoziție în mod gratuit tuturor cercetătorilor sau persoanelor interesate prin biblioteca sa digitală. Proiectul se bazează pe principiul coerenței, folosind regulile ortografice ale limbii aromâne propuse de lingvista Matilda Caragiu Marioțeanu pentru conservarea și editarea operelor culturale aromâne, și pe principiul deschiderii, adică dezvoltarea legăturilor culturale între aromâni și restul națiunilor balcanice, dar și cu restul patrimoniului universal. Aceste obiective sunt reflectate prin activități precum evenimente publice, proiecte de cercetare, publicarea de materiale fotografice și audiovizuale și promovarea proiectelor culturale pentru tinerii aromâni.
Proiectul Avdhela are o pagină proprie de Facebook; ea a fost în anul 2010 cea de-a doua pagină dedicată aromânilor după numărul de utilizatori din România, având 1.200 de membri și aflându-se doar în spatele paginii Limba armânească („Limba aromână”), cu 1.579 de membri. Pagina de Facebook conține discuții și postări atât în aromână, cât și în română, în proporții egale, anunțurile de pe pagină fiind bilingve. Ea are o secțiune cu descrierea grupului și a principiilor, regulilor și valorilor acestuia în șase limbi, în următoarea ordine: aromână, română, greacă, engleză, franceză și germană.

### Activități
Proiectul Avdhela a susținut în anul 2012 o campanie de strângere de fonduri pentru Iho, un documentar despre patru octogenari aromâni (Nicolae Zogu, Vasile Giogi, Dumitru Zogu și Mihai Gherase) din Cogealac, interpreți de muzică polifonică aromână (adică muzică cu doi sau mai mulți interpreți), care au călătorit și au susținut mai multe concerte în România și în străinătate, alături de cântărețul și muzicologul român Grigore Leșe, care i-a descoperit, urmând a fi lansat ulterior un album cu muzica lor. În anul următor Editura Predania a publicat o carte despre viața tradițională a aromânilor scrisă în 1961 de Iotta Naum Iotta, un cărturar și profesor aromân care a murit cinci ani mai târziu. Iotta nu a reușit să publice cartea înainte de moartea sa, iar manuscrisul a fost păstrat în familie timp de cincizeci de ani până când nepoata autorului, Mioara, l-a înmânat Mariei Pariza, o cărturară aromână din Constanța (Custantsa). Cartea a ajuns apoi la Proiectul Avdhela. O altă inițiativă a proiectului este O pagină pe zi pentru cultura aromână, o campanie online care-i încurajează pe voluntari să se implice în digitizarea operelor esențiale ale culturii aromâne.
Proiectul Avdhela s-a remarcat, de asemenea, prin diverse evenimente publice. Pe 15 ianuarie 2012, de Ziua Culturii Naționale a României, a organizat o sesiune de discuții și lecturi în amintirea poetului român Mihai Eminescu și a relațiilor sale cu aromânii. Pentru a-l onora pe poet, proiectul a publicat mai multe cărți și studii despre el. La acest eveniment au participat personalități aromâne precum jurnalista Aurica Piha, istoricul și filologul Nicolae Șerban Tanașoca și poetul George Vrana. Pe 23 martie 2019, Proiectul Avdhela a comemorat memoria a patru aromâni, printre care și preotul Haralambie Balamaci, care au fost uciși în anul 1914 în orașul Corcea (Curceauã, Curceao sau Curciau) de către trupele etnicilor greci pentru că au apărat identitatea aromână și au slujit comunitățile lor în limba aromână. Proiectul Avdhela a susținut că aproximativ 1.000 de învățători, profesori și preoți români, meglenoromâni și aromâni, precum și simpli elevi, au fost uciși din aceleași motive. La 7 mai 2019 Proiectul Avdhela a contribuit la organizarea unei conferințe la Facultatea de Teologie Ortodoxă a Universității din București despre unele aspecte ale vieții religioase ale aromânilor. Această conferință a fost organizată în colaborare cu Societatea de Cultură Macedo-Română.
Biblioteca Proiectului Avdhela cuprinde un număr mare (peste 80) de cărți digitizate pagină cu pagină ale unor autori aromâni ca Matilda Caragiu Marioțeanu, Tache Papahagi, Ionel Zeana sau George Vrana. Sunt incluse și poezii ale unor poeți aromâni precum Nuși Tulliu; Proiectul Avdhela a publicat, de asemenea, o ediție critică a primei ediții din 1926 a volumului de poezii al lui Nuși Tulliu, cu o postfață scrisă de George Vrana care cuprinde o analiză asupra importanței operei lui Tulliu pentru literatura aromână. O altă lucrare originală a proiectului este Exiyisiri la Tatălu a nostru (traducerea în aromână a lucrării „Tâlcuirea la Tatăl nostru” a lui Nicolae Velimirovici), una dintre puținele lucrări care se referă la spiritualitatea și identitatea creștin-ortodoxă a aromânilor.